# Helton Leite
Helton Leite (Belo Horizonte, 2 de noviembre de 1990) es un futbolista brasileño que juega como guardameta en el Deportivo de La Coruña de la Segunda División de España.

## Trayectoria
Nacido en Belo Horizonte, Minas Gerais, Leite es un guardameta formado en las categorías inferiores del Atlético Mineiro, América Mineiro,  Goiás y Grêmio. 
En 2011, comenzó su etapa profesional en las filas del J. Malucelli Futebol, haciendo su debut senior el 1 de mayo en una derrota en casa por 2-1 contra Operário Ferroviário.
Posteriormente, Leite firmó por el Boa Esporte del Campeonato Paulista Serie A2, pero no pudo debutar con el club. El 19 de enero de 2012, fichó por Ipatinga. Leite hizo su debut profesional el 7 de agosto de 2012, comenzando con una victoria a domicilio por 2-0 contra Bragantino. Disputó 23 partidos de liga durante la campaña, que acabó en el descenso.
El 8 de enero de 2013, Leite se incorporó a Criciúma en el Campeonato Paulista. Hizo su debut en la categoría el 31 de julio, jugando los 90 minutos completos en el empate 1-1 ante la Portuguesa. Contribuiría con 11 apariciones durante el año, experimentando nuevamente el descenso del equipo.
El 7 de enero de 2014, Leite firmó por el Botafogo. 
Debido a la falta de oportunidades, el 14 de diciembre de 2017 firmó en calidad de cedido por el São Caetano.
El 12 de junio de 2018, Leite se marchó al extranjero por primera vez en su carrera para firmar por el Boavista de la Primeira Liga portuguesa. 
El 8 de agosto de 2020, Leite acordó un contrato de cinco años con el Benfica de la Primeira Liga portuguesa. 
El 12 de agosto de 2024, después de una etapa de 18 meses en el Antalyaspor de la Süper Lig turca, Leite firmó un contrato de dos años con el Deportivo de La Coruña de la Segunda División de España.

## Clubes
Actualizado al último partido disputado el 21 de septiembre de 2024.
| Club                   | País     | Año       | Partidos |
| ---------------------- | -------- | --------- | -------- |
| J. Malucelli Futebol   | Brasil   | 2011      | 1        |
| Boa Esporte            | Brasil   | 2011      | 0        |
| Ipatinga               | Brasil   | 2012      | 23       |
| Criciúma               | Brasil   | 2013      | 11       |
| Botafogo               | Brasil   | 2014-2018 | 25       |
| São Caetano (cedido)   | Brasil   | 2018      | 10       |
| Boavista               | Portugal | 2018-2020 | 41       |
| Benfica                | Portugal | 2020-2023 | 17       |
| Antalyaspor            | Turquía  | 2023-2024 | 51       |
| Deportivo de La Coruña | España   | 2024-act. | 22       |